# Uroplectes schubotzi
|  | Dieser Artikel wurde aufgrund von formalen oder inhaltlichen Mängeln in der Qualitätssicherung Biologie zur Verbesserung eingetragen. Dies geschieht, um die Qualität der Biologie-Artikel auf ein akzeptables Niveau zu bringen. Bitte hilf mit, diesen Artikel zu verbessern! Artikel, die nicht signifikant verbessert werden, können gegebenenfalls gelöscht werden. Lies dazu auch die näheren Informationen in den Mindestanforderungen an Biologie-Artikel. |

Uroplectes schubotzi ist eine Art der Skorpione aus der Familie der Buthidae. Diese Art ist in der Volksrepublik Kongo endemisch.

## Etymologie
Diese Art wurde von Kraepelin 1929 nach Hermann Schubotz benannt.